# FC Pommern Stralsund
FC Pommern Stralsund was een Duitse voetbalclub uit Stralsund, Mecklenburg-Voor-Pommeren.

## Geschiedenis

### ASG Vorwärts Stralsund
In 1952 werd in Parow, een dorpje kort bij Stralsund, de Sportvereinigung Sturmvogel opgericht voor de DDR-zeepolitie die daar gestationeerd was. Nadat de zeepolitie in 1954 naar Rostock verhuisde werd de naam SV KVP Vorwärts Rostock aangenomen. In 1956 werd de club zonder kwalificatie opgenomen in de Bezirksliga Rostock, de vierde klasse. Na de oprichting van de Armeesportvereinigung Vorwärts werd de naam in ASK Vorwärts Rostock gewijzigd. Een jaar later promoveerde de club naar de II. DDR-Liga en in 1962 naar de I. DDR-Liga. In 1963 werd de voetbalafdeling zelfstandig van de sportclub onder de naam ASG Vorwärts Rostock-Gelsdorf. Na seizoen 1966/67 werd de legersportvereniging naar Stralsund verhuisd en de naam werd gewijzigd in ASG Vorwärts Stralsund.
Om de voetbalsectie te versterken moest BSG Motor Stralsund twee complete jeugdelftallen aan ASG geven. De club eindigde steeds vooraan in de DDR-Liga en werd in 1971 zelfs kampioen van de noordelijke groep en promoveerde zo voor het eerst naar de DDR-Oberliga. De club was echter een maatje te klein voor de Oberliga en werd laatste en degradeerde meteen weer. In 1974 slaagde de club er weer in terug te keren maar moest ook nu genoegen nemen met een retourticket DDR-Liga.
Op 4 juni 1989 speelde de club haar laatste wedstrijd en werd de club ontbonden.

### BSG Motor en TSV 1860
De spelers werden overgenomen door BSG Motor dat in de Bezirksliga speelde en de plaats van Vorwärts in de DDR-Liga overnam. In het laatste seizoen van het Oost-Duitse voetbal kwalificeerde de club zich voor de nieuwe Oberliga NOFV-Nord, de derde klasse. Door de Duitse hereniging werden de BSG's ontbonden en de club nam de naam TSV 1860 Stralsund aan. Tijdens seizoen 1990/91 trok deze club zijn voetbalafdeling uit de competitie terug. De club speelde nog in de Landesliga tot 1994 toen de spelers zich aansloten bij het nieuwe FC Pommern Stralsund.

### FC Pommern Stralsund
Opo 29 maart 1994 werd FC Pommern Stralsund opgericht. De club noemt zich de rechtmatige opvolger van ASG Vorwärts. De plaats in de Landesliga (vanaf 1995 Verbandsliga) werd overgenomen. In 2006 degradeerde de club naar de Landesliga, de zesde klasse en vanaf 2008 de zevende klasse. Intussen kon de club weer terugkeren naar de Verbandsliga.
Op 30 juni 2018 speelde de club haar laatste wedstrijd, die ze met 0-7 verloren van FC Hansa Rostock. Op 1 juli werd de club ontbonden en werd de voetbalafdeling onderdeel van TSV 1860.